# Camponotus ignestii
Camponotus ignestii é uma espécie de inseto do gênero Camponotus, pertencente à família Formicidae.